# Seznam irskih atletov
Seznam irskih atletov.

## B
- Fionnuala Britton
- Síofra Cléirigh Büttner

## C
- Eamonn Coghlan

## D
- Ronnie Delany

## M
- Catherina McKiernan

## O
- Sonia O'Sullivan

## S
- Michelle Smith

## T
- Bob Tisdall
- John Treacy